# Sarita Christensen
Sarita Christensen es una productora de origen hindú. Es más conocida por sus trabajos en Beyond Beyond y Princess.
En sus inicios fue voluntaria en Zentropa. Trabajó como corredora, luego asistente de producción, coordinadora de producción y después estuvo al mando del departamento de niños y jóvenes de Zentropa. En mayo de 2006 dejó la empresa para fundar su propia empresa junto con el director Anders Morgenthaler, a quien conoció durante la producción de Princess.

## Premios y nominaciones
| Año  | Premios        | Categoría               | Película             | Resultado |
| ---- | -------------- | ----------------------- | -------------------- | --------- |
| 2008 | Premios Robert | Mejor película infantil | Island of Lost Souls | Ganadora  |
| 2008 | Premios Robert | Mejor película          | Echo                 | Nominada  |
| 2007 | Premios Robert | Mejor película          | Princess             | Nominada  |

## Filmografía
| Película                        | Año  | Cargo                |
| ------------------------------- | ---- | -------------------- |
| Flyvende Famor                  | 2001 | Producción/dirección |
| Zafir                           | 2003 | Producción           |
| Rocket Brothers                 | 2003 | Producción           |
| Princess                        | 2006 | Producción/edición   |
| Me As Usual                     | 2006 | Producción/guion     |
| Princess                        | 2006 | Producción/dirección |
| Island of Lost Souls            | 2007 | Producción           |
| Vesterbro                       | 2007 | Producción           |
| Echo                            | 2007 | Producción           |
| Carsten & Gitte's Movie Madness | 2008 | Producción/edición   |
| La manzana y el gusano          | 2009 | Producción           |
| The Golden Horse                | 2014 | Producción           |
| Beyond Beyond                   | 2014 | Producción/dirección |
| Get Santa                       | 2016 | Producción           |